# 八戸北高校いじめ自殺事件
八戸北高校いじめ自殺事件（はちのへきたこうこういじめじさつじけん）は、日本の高等学校で起きたいじめ自殺事件。

## 概要

### 事件の発生
2014年7月4日の昼休みに青森県立八戸北高等学校に通う2年生の生徒が行方不明になる。7月8日にこの行方不明になっていた生徒が、八戸沖で遺体で見つかった。遺書は残されていなかったが、いじめをほのめかすようなメモが残されていた。このことから両親は学校側に調査を求め、学校からの報告を受けた青森県教育委員会は7月23日にいじめの可能性があるとして第三者機関を設置して調査をする方針を示した。

### 事件の調査
2014年12月23日には、青森県いじめ防止対策審議会がいじめの調査の最終報告をまとめて、青森県教育委員会の教育長に提出した。この報告によると、いじめがあったことは認められたが、いじめは自殺の直接の要因ではないと結論付けられた。調査報告書によると、審議会は生徒や関係者たちに5ヶ月間にもおよぶ聞き取りを行い、この結果21項目中の7項目でいじめがあったと判断された。そのいじめと認められた行為は、通信アプリで悪口を書く、無視するなどであったが、これらの行為は集団生活の中では起こることがあるもので、明確な悪質性は無いとされた。そしてこの生徒の自殺はいじめは直接の原因ではなく、摂食障害などの複合的な要因により起きたと最終報告がされた。審議会のメンバーとして途中に臨時で入ってきた精神科医は、生徒が自殺した原因は摂食障害の重症化としていた。そして摂食障害はいじめのような単純なものでなるものではないとしていた。
青森県知事は亡くなった生徒の保護者の不服から再調査を行うことを決定して、12月28日に再調査が開始された。2015年3月3日に再調査の結果が発表されて、そこではいじめと自殺には一定の因果関係があったということが認められた。自殺した生徒は2014年6月に摂食障害のために医療機関を受診して、摂食障害により心身の状況にストレスを感じて死にたいという思いを抱くようになっていると推察されていた。そしてその受診の際に自殺した生徒本人は摂食障害の原因は学校での友人とのトラブルも原因だろうと説明していた。摂食障害発症後も、ストレス要因や環境要因が加わり摂食障害の重症化が進み、それに伴い抑うつ状態が悪化して、死にたいという思いや自傷行為も見られるようになっていった。この生徒はこのような状況に耐え切れず逃げ出したいという思いから自殺に向かっていったと推察された。いじめは自殺への直接的な原因ではないものの、高校でのいじめなどがストレスの要因となり、このことで摂食障害が悪化していったことから、いじめと自殺には一定の因果関係があったということが認められた。

### 事件から
2016年11月に東京都内でいじめ問題を考えるシンポジウムが開かれ、遺族は娘のことを公表した。
2023年7月に東京都日野市で子供をなくした保護者によるパネル展が実施され、この事件で自殺した生徒の保護者も手紙などを展示した。